# Marcel Emmerich

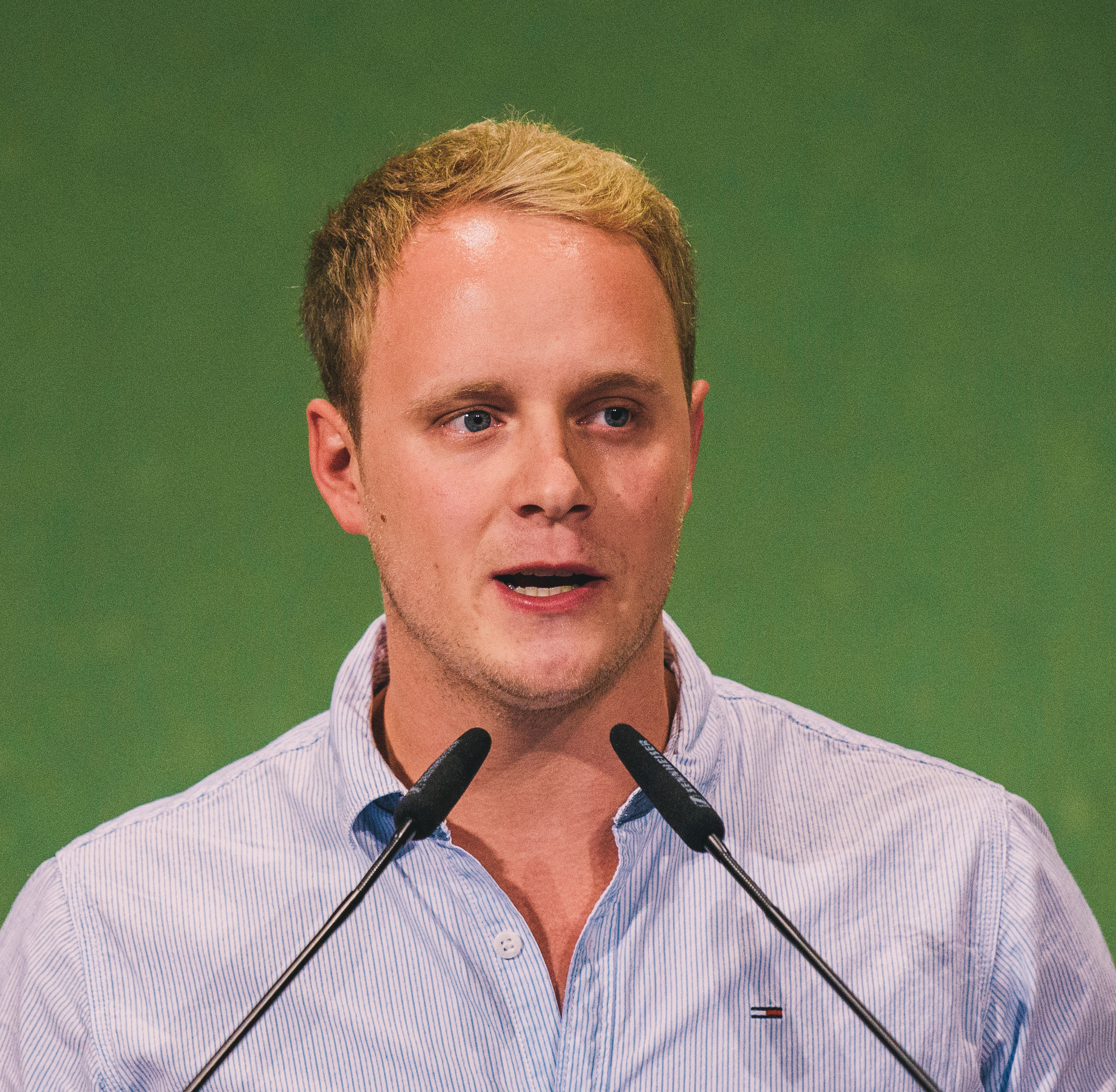
Marcel Emmerich (2015)

Marcel Emmerich (* 12. Mai 1991 in Reutlingen) ist ein deutscher Politiker (Bündnis 90/Die Grünen). Seit dem 1. Juni 2021 ist er Mitglied des Deutschen Bundestages.

## Leben
Emmerich wuchs in Riederich und Neckartenzlingen auf und absolvierte 2010 in Reutlingen sein Abitur. Nach dem Zivildienst beim baden-württembergischen Landesverband des Bunds Deutscher Pfadfinder_innen begann er 2011 ein Studium an der Julius-Maximilians-Universität Würzburg im Studienfach Political and Social Studies, wo er 2016 den Bachelor-Abschluss erlangte. Während seines Studiums arbeitete er als studentische Hilfskraft für die Bundestagsabgeordnete Beate Müller-Gemmeke. 2015 zog er nach Ulm und war dort zunächst bis 2016 für Radio 7 als freier Radiojournalist aktiv. Ab März 2016 arbeitete er als wissenschaftlicher Mitarbeiter für den baden-württembergischen Landtagsabgeordneten Alexander Maier, ab Januar 2021 zunächst für dessen Nachfolgerin Christine Lipp-Wahl und später für Michael Joukov. An der Fernuniversität in Hagen begann er zudem 2017 ein Master-Studium im Fach Politik- und Verwaltungswissenschaften.

## Politische Tätigkeit

### Partei
Emmerich wurde 2009 Mitglied bei Bündnis 90/Die Grünen. Von Juli 2011 bis Mai 2015 war er Landessprecher der Grünen Jugend Baden-Württemberg. Seit Oktober 2015 gehört er dem Landesvorstand von Bündnis 90/Die Grünen Baden-Württemberg an. Er war von 2017 bis 2021 auch Kreisvorsitzender der Ulmer Grünen.

### Mitglied des Deutschen Bundestages
Bei der Bundestagswahl 2017 kandidierte er im Bundestagswahlkreis Ulm und auf Platz 16 der Landesliste der Grünen von Baden-Württemberg. Den Einzug in den 19. Deutschen Bundestag verpasste er zunächst. Nachdem Danyal Bayaz sein Bundestagsmandat wegen seiner neuen Aufgabe als Landesfinanzminister im Kabinett Kretschmann III zum Ablauf des 28. Mai 2021 niederlegte, rückte Emmerich am 1. Juni 2021 über die Landesliste als Abgeordneter in den 19. Deutschen Bundestag nach.
Bei der Bundestagswahl 2021 trat er erneut als Direktkandidat in seinem Wahlkreis sowie auf Platz 12 der baden-württembergischen Landesliste an. Über die Landesliste gelang ihm daraufhin der Wiedereinzug in den Deutschen Bundestag. In der 20. Wahlperiode des Bundestages war er Obmann im Ausschuss für Inneres und Heimat, ordentliches Mitglied im Sportausschuss und stellvertretendes Mitglied im Ausschuss für Bildung, Forschung und Technikfolgenabschätzung sowie im Ausschuss für die Angelegenheiten der Europäischen Union.
Bei der Bundestagswahl 2025 zog Emmerich erneut über die Landesliste in den Bundestag ein. In seinem Wahlkreis holte er 15,5 Prozent.
Im 21. Deutschen Bundestag ist er Mitglied in folgenden Ausschüssen:
- Ordentliches Mitglied im Innenausschuss
- Stellvertretendes Mitglied im Ausschuss für Finanzen[8]